# Джеремі Бракко
Джеремі Бракко (англ. Jeremy Bracco; 17 березня 1997, с. Фріпорт, США) — американський хокеїст, центральний нападник. Виступає за Бостонський коледж у чемпіонаті NCAA.
Виступав за «USNTDP Juniors» (ХЛСШ).
У складі юніорської збірної США учасник чемпіонату світу 2015.
Досягнення
- Переможець юніорського чемпіонату світу (2015)